# 4422 Jarre
4422 Jarre è un asteroide della fascia principale. Scoperto nel 1942, presenta un'orbita caratterizzata da un semiasse maggiore pari a 2,2378225 UA e da un'eccentricità di 0,1797531, inclinata di 4,80105° rispetto all'eclittica.
L'asteroide è dedicato al musicista francese Jean-Michel Jarre.